# Drużykowa
Drużykowa – wieś w Polsce, w województwie śląskim, w powiecie zawierciańskim, w gminie Szczekociny.
W latach 1954–1959 wieś należała i była siedzibą gromady Drużykowa. W latach 1975–1998 miejscowość administracyjnie należała do województwa częstochowskiego.

## Nazwa
Nazwa miejscowości notowana była w formach Drozicowa (1395), Droszicouice, Drzoszicowa oraz Drozicow (1398), Drozicouice (1399), Drussikowa (1442), Drozykow (1787), Drużykowa (1827). Jest to nazwa dzierżawcza od nazwy osobowej *Drożyk utworzonej od imion Drogomił, Drogosław itp.

## Kościół i parafia
W 1896 roku w Drużykowie została zbudowana kaplica pod wezwaniem Matki Bożej Częstochowskiej. W latach 1939–1940 na bazie kaplicy powstał w miejscowości murowany kościół pod wezwaniem Ducha Świętego. Parafia została erygowana w 1940 roku przez biskupa Czesława Kaczmarka. Okręg parafialny został wydzielony z parafii w Moskorzewie i Dzierzgowie. Do parafii należą miejscowości: Drużykowa, Ojsławice, Dąbrówka i Rędziny. Polichromia kościoła pochodzi z 1981 roku. Po II wojnie światowej budynek kościoła był remontowany. Remont prowadzony był również w latach 1991–1993. Wykonano wówczas prace mające na celu odnowienie ołtarzy, obrazów oraz stacji drogi krzyżowej.